# Elisabeth Stemberger (Schauspielerin)
Elisabeth Margit Stemberger (* 14. April 1928 in Wien) ist eine heute inaktive, österreichische Bühnen-, Film- und Fernsehschauspielerin.

## Leben und Wirken
Die Wiener Fabrikantentochter hatte zunächst das Gymnasium und anschließend die Schauspielschule besucht. Seit 1946 wirkte sie an Wiener Bühnen wie dem Neuen Schauspielhaus, dem Theater der Courage, dem Burgtheater (Gastverträge) und dem Theater in der Josefstadt. Seit 1951 kamen Angebote vom anfänglich österreichischen, später auch deutschen Film hinzu. Sie spielte herzige, junge Mädels in überwiegend mittelgroßen und kleinen Rollen, Hauptrollen wie in dem Heimatfilm Der Pfarrer von St. Michael oder in der Schnitzler-Verfilmung “Der Tod des Junggesellen” besaßen eher Seltenheitswert. Elisabeth Stemberger, die auch Synchron gemacht und als Sprecherin für Dokumentar- und Kulturfilme gearbeitet hatte, war mit dem Drehbuchautor August Rieger verheiratet gewesen, der ihr zuletzt, in seiner Funktion als Regisseur, auch kleine Filmrollen ermöglicht hatte. Dieser Verbindung entstammen die Kinder Elsi (* 1950) und Christian (* 1952).

## Filmografie
- 1951: Wienerinnen
- 1952: 1. April 2000
- 1953: Fiakermilli – Liebling von Wien (Die Fiakermilli)
- 1953: Tingeltangel (Praterherzen)
- 1953: Lavendel – eine ganz unmoralische Geschichte (Lavendel)
- 1953: Geh mach Dein Fensterl auf
- 1954: Wenn ich einmal der Herrgott wär’
- 1954: Die Hexe
- 1955: An der schönen blauen Donau
- 1955: Geheimnis einer Ärztin
- 1957: Der Pfarrer von St. Michael
- 1967: 69 Liebesspiele
- 1968: Peter und Sabine
- 1968: Der Tod des Junggesellen